# Процес ста тринадцяти
Процес ста тринадцяти — політичний судовий процес над активними членами революційних і демократичних організацій Бессарабії, який організувала 1938 року румунська влада.
Процес проходив у Кишиневі, у військовому трибуналі 3-го армійського корпусу 3 червня — 14 липня 1938 року. Перед судом постала група діячів Блоку захисту демократичних свобод, Студентського демократичного фронту, МОДРу, активістів партійної та комсомольської організацій Бессарабії. Зі 113 обвинувачених 104 (Є. Гульковича, О. Морозенка, Г. Харюка, О. Чеходару та ін.) засуджено (35 з них заочно) до різних термінів тюремного ув'язнення, 9 осіб виправдано.